# The Time of Our Lives (Il Divo)
The Time of Our Lives è un brano musicale cantato dal gruppo Il Divo e dalla cantante Toni Braxton, scelto come inno ufficiale del Campionato mondiale di calcio 2006, che si sono svolti in Germania.

## La canzone
Il brano è stato scritto da Jörgen Elofsson e prodotto da Steve Mac, compare nella compilation Voices from the FIFA World Cup del 2006, e sul mercato europeo con la riedizione del quinto album in studio di Toni Braxton, Libra, sempre dello stesso anno.
Il Divo e la Braxton eseguirono The Time of Our Lives durante la cerimonia di apertura della Coppa del Mondo FIFA 2006 allo stadio Allianz Arena di Monaco di Baviera il 9 giugno 2006. Quello stesso giorno è stato pubblicato come singolo in Europa, raggiungendo la top ten in Svizzera, la top twenty in Germania e Norvegia, e la top thirty in Italia ed Austria, così come il numero 52 sui compositi European Hot 100 Singles.

## Video musicale
Il video musicale del singolo, diretto da Nigel Dick, si svolge su un campo di calcio durante la notte; i membri de Il Divo sono in piedi sul tappeto erboso, mentre Toni Braxton compare su uno schermo. È stato inframmezzato con scene delle partite nel corso degli anni, delle varie Coppe del Mondo FIFA.

## Tracce
CD singolo (Europa)
1. "The Time of Our Lives" (Radio Edit) – 3:18
2. "Isabel" – 4:14

CD maxi-singolo (Europa)
1. "The Time of Our Lives" (Radio Edit) – 3:18
2. "Isabel" – 4:14
3. "The Time of Our Lives" (Versione Originale) – 4:40
4. "Heroe" – 4:17
5. "The Time of Our Lives" (Video) - 5:07

## Formazione

### Musicisti
- Il Divo – voce
- Toni Braxton - voce
- Steve Mac – tastiere
- Dave Arch – piano
- Friðrik "Frissy" Karlsson – chitarra
- Chris Laws – batteria
- Isobel Griffiths – orchestra fissatore
- Gavyn Wright – Konzertmeister
- John Baker – copista

### Produzione
- Steve Mac – produttore, arrangiatore
- Chris Laws – ingegnere, operatore Pro Tools
- Dan Pursey – assistente tecnico
- Ren Swan - ingegnere mix
- Dave Arch – arrangiamenti corda
- Geoff Foster – ingegnere corda
- Jake Jackson – assistente
- Braddon Williams – ingegnere
- Keri Lewis – produttore vocale per Toni Braxton
- Dave Russell – ingegnere vocale per Toni Braxton
- Dick Beetham – mastering